# Ametropus ammophilus
Ametropus ammophilus is een haft uit de familie Ametropodidae. De wetenschappelijke naam van de soort is voor het eerst geldig gepubliceerd in 1976 door Allen & Edmunds.
De soort komt voor in het Nearctisch gebied.